# Carex nelsonii
Carex nelsonii är en halvgräsart som beskrevs av Kenneth Kent Mackenzie. Carex nelsonii ingår i släktet starrar, och familjen halvgräs. Inga underarter finns listade i Catalogue of Life.